# La Caza del Cordero: Novela sin Remedio
La Caza del Cordero. Novela sin Remedio es la quinta novela de Luís Blanco Vila. Es un relato parcialmente autobiográfico, que narra la historia del autor desde su infancia en Boiro, La Coruña, en la costa norte de la ría de Arosa, sus sucesivas estancias en internados de la Orden de los Misioneros Hijos del Inmaculado Corazón de María, fundada por Antonio María Claret, en Castro Urdiales, valmaseda, Aranda de Duero y Sigüenza hasta el abandono de la vocación religiosa y su ingreso en la Universidad Complutense de Madrid.

## Argumento
La novela utiliza diversas técnicas literarias para seguir la vida del protagonista, que se desdobla en algunos momentos en dos personajes, el narrador y su hermano, que dialogan y se cuentan mutuamente las vivencias que van relatando o, sin aparente orden, intercala párrafos copiados de unos supuestos diarios, de modo que la historia la relata alternativamente un narrador adolescente, un joven realizando el servicio militar y un anciano, ya superados los 80 años de edad.
Todo el relato se ve condicionado por el trauma del suicidio de su padre que ensombrece a los personajes y narradores, muy relacionado a su vez con las traumáticas experiencias de la familia provocadas por la violencia política en los años de la Guerra civil española.